# Okres Ubajd

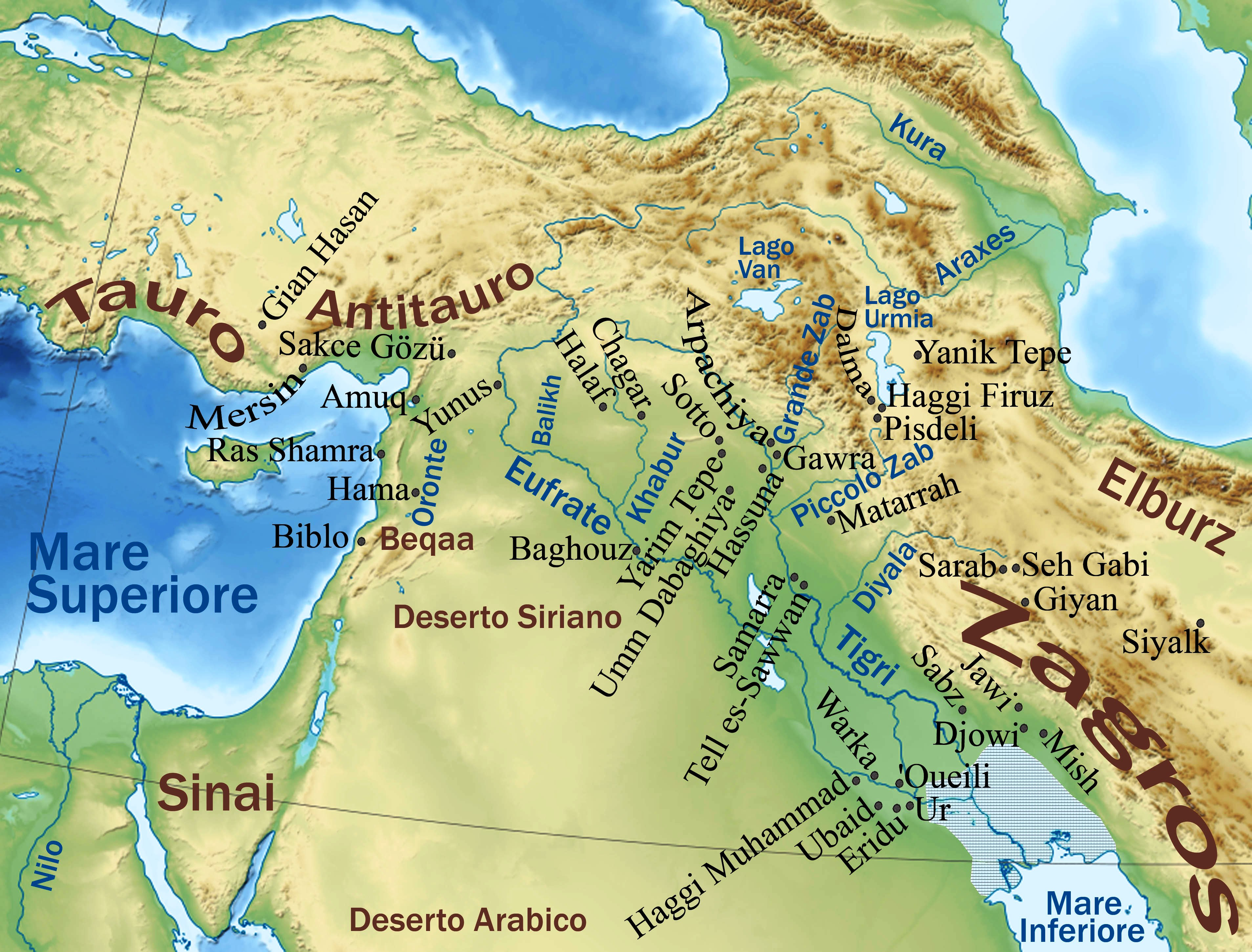
Mapa Mezopotamii z zaznaczonym położeniem najważniejszych stanowisk okresu Ubajd w południowej Mezopotamii (Tall al-Ubajd, Eridu, Ur, Hadżi Muhammad, Tell 'Oueili)

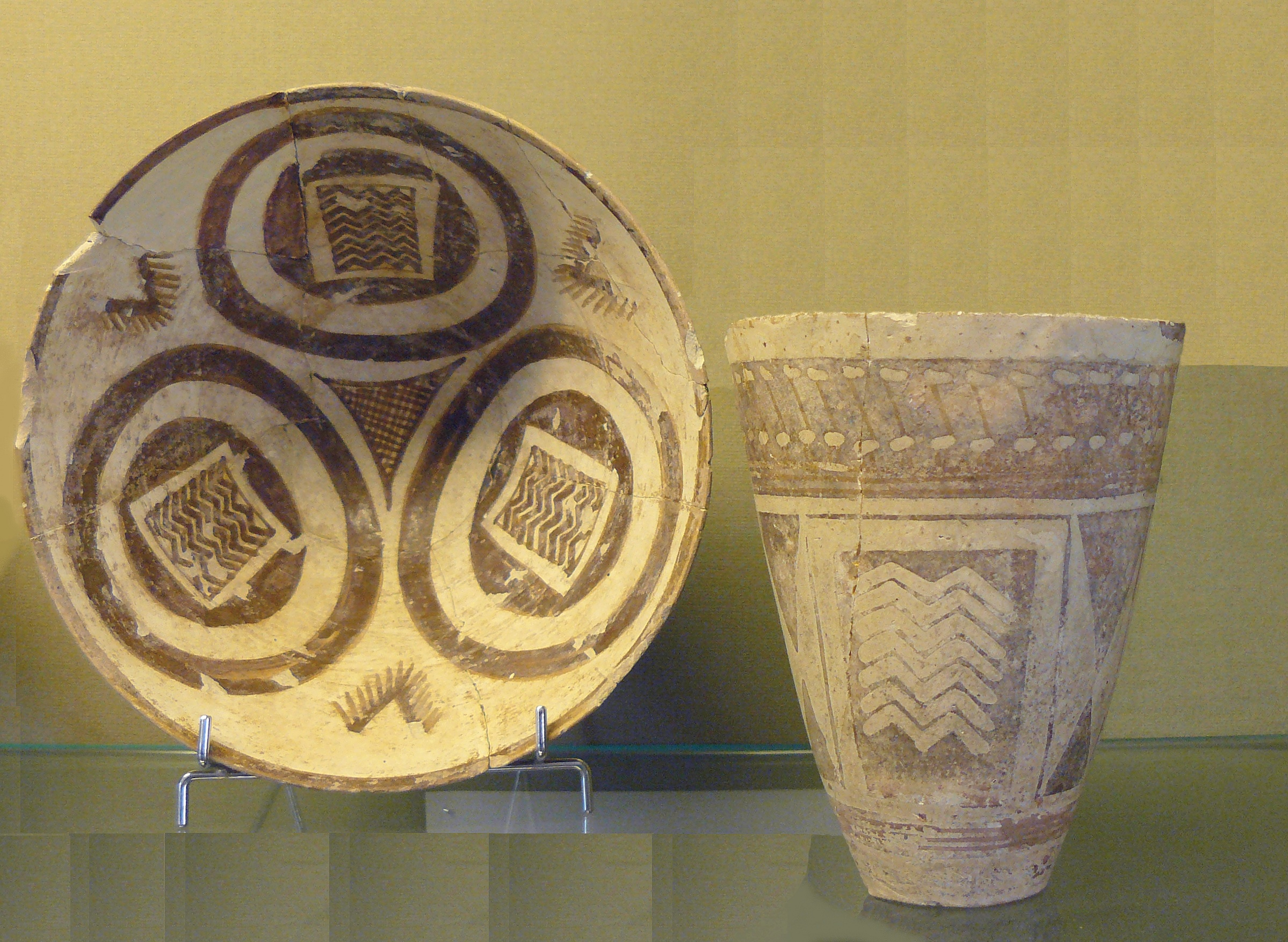
Ceramika kultury Ubajd; z Suzy w Iranie; zbiory Narodowego Muzeum Ceramiki w Sèvres, Francja

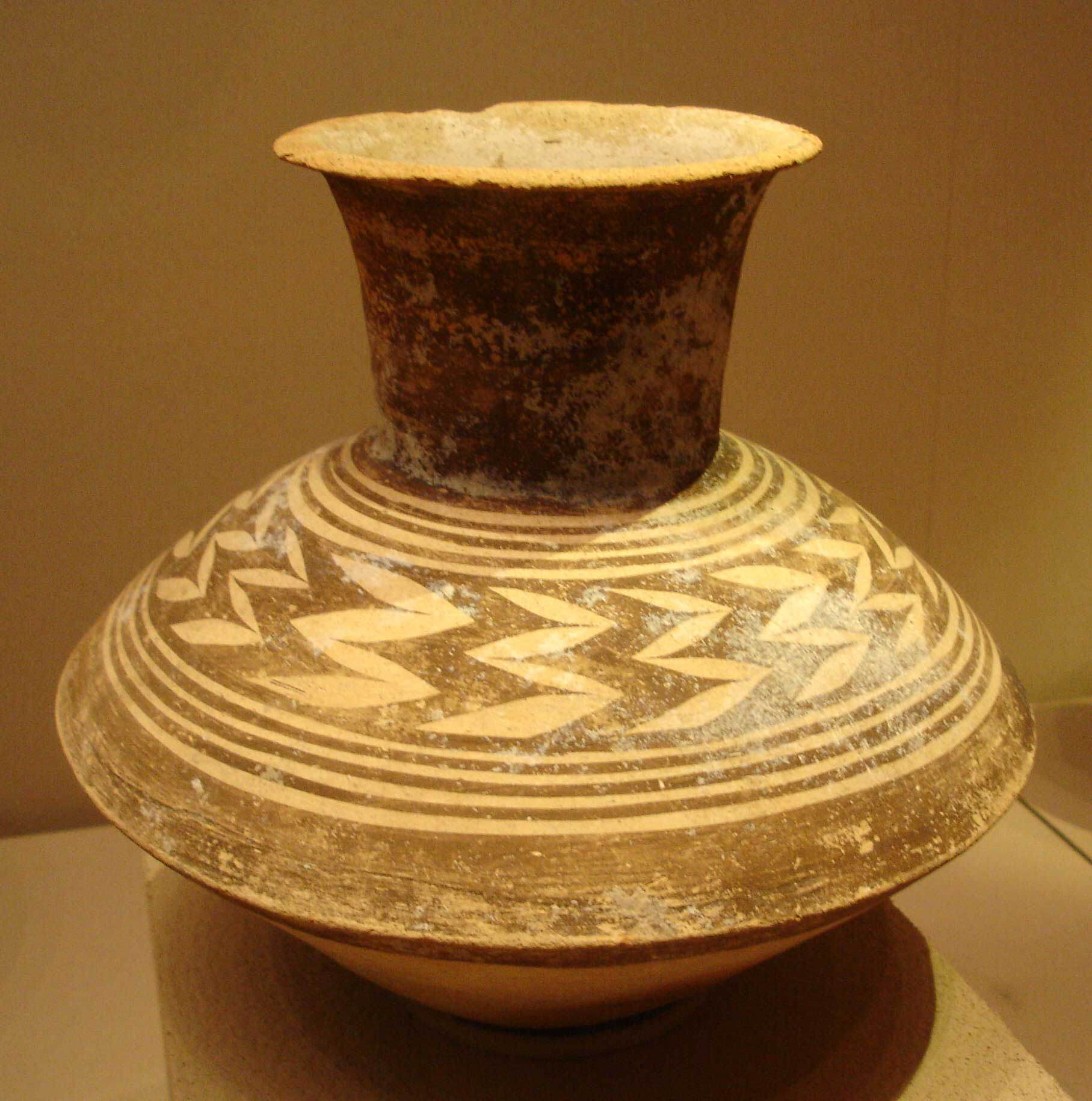
przykład naczynia z późnego okresu Ubajd; południowy Irak; zbiory Museum of Fine Arts w Bostonie

Okres Ubajd, Kultura Obeid – nazwa ostatniego okresu prehistorii w Mezopotamii, trwającego od ok. 6200 p.n.e. do ok. 3800 p.n.e., powstała od nazwy stanowiska archeologicznego Tall al-Ubajd w południowym Iraku. Terminu tego użył po raz pierwszy Leonard Woolley na określenie długiego okresu w prehistorii Mezopotamii charakteryzującego się występowaniem malowanej, monochromatycznej ceramiki, której przykłady odkrył w trakcie swych wykopalisk w Tall al-Ubajd i Ur.

## Podział na fazy
W latach sześćdziesiątych Joan Oates, analizując m.in. stylistyczne zmiany w ceramice, zaproponowała podział okresu Ubajd na cztery fazy rozwojowe (Ubajd 1, 2, 3 i 4). W okresie późniejszym do jej podziału dodane zostały dwie nowe fazy: Ubajd 0 (potwierdzona na stanowisku Tell 'Oueili) i Ubajd 5 (potwierdzona na stanowiskach Tell 'Oueili, Ur i Tell Madhhur). Obecnie podział okresu Ubajd przedstawia się następująco:
- faza "Ubajd 0" (ok.6200-5500 p.n.e.) - uważana za najwcześniejszą; jej stanowiska archeologiczne występują tylko w południowej Mezopotamii w okolicy starożytnego miasta Larsa.
- faza "Ubajd 1" lub "Eridu" (ok. 5500-5000 p.n.e.) - faza potwierdzona tylko na stanowiskach w południowej Mezopotamii w dolnym biegu Eufratu (Ur i Eridu).
- faza "Ubajd 2" lub "Hadżi Muhammad" (ok. 5200-5000 p.n.e.) - zasięg tej fazy objął już tereny całej południowej Mezopotamii.
- faza "Ubajd 3" lub "Ubajd" (ok. 5000-4800 p.n.e.) - faza potwierdzona nie tylko dla stanowisk w południowej Mezopotamii, ale sięgała też daleko na północ (m.in. aż do Niniwy i dalej w kierunku jeziora Urmia), czyli w tym przypadku mamy do czynienia z ogólnomezopotamską kulturą archeologiczną.
- faza "Ubajd 4" lub "Późny Ubajd" (ok. 4800-4300 p.n.e.) - ściśle związana z poprzednią fazą o zasięgu ogólnomezopotamskim; w zasadzie różnica między tymi fazami (3 i 4) polega na stylistyce dekoracyjnej ceramiki.
- faza "Ubajd 5" (ok. 4300-3800 p.n.e.) - jest to okres przejściowy między kulturą Ubajd a okresem Uruk, stąd też ramy chronologiczne tejże fazy zazębiają się zarówno z poprzednim, jak i następnym okresem; wydzielenie tej fazy budzi wśród wielu badaczy liczne kontrowersje.

## Charakterystyka
Ludność ubajdzka wznosiła prostokątne domy z suszonej cegły, których centralnym punktem był dziedziniec. Domostwa miały prawie 200 m² powierzchni. Pojawiają się pierwsze świątynie stojące na platformach metrowej wysokości, które rozwinęły się w zigguraty - tym samym architektura nabrała pewnych cech monumentalizmu. Zmarłych chowano na cmentarzyskach w jednostkowych grobach, wyposażając nieboszczyków w biżuterię, ceramikę i żywność. Również w tym okresie opanowano sztukę nawadniania pól na większą skalę poprzez budowę skomplikowanej sieci kanałów - pozwoliło to na zagospodarowanie znacznej części nieużytków na terenach pustynnych, a to z kolei było jednym z czynników przyspieszających bardzo szybki rozwój społeczeństwa.